# Bulls (rugby)
Bulls, en español Toros, es un equipo profesional de rugby con sede en la ciudad de Pretoria, en Sudáfrica, y que disputa el United Rugby Championship, un torneo que agrupa franquicias de Escocia, Gales, Irlanda, Italia y Sudáfrica.

## Historia
Es el equipo más exitoso de su país, al haber obtenido tres títulos en 2007, 2009 y 2010, y alcanzar las semifinales en 1996, 2005, 2006 y 2013. Su vestimenta es azul con vivos celestes, y juega de local en el Estadio Loftus Versfeld.
El equipo se conforma principalmente sobre la base de los jugadores de los Blue Bulls, el equipo que representa a la región norte de Gauteng y la provincia de Limpopo en la Currie Cup, y también atrae a jugadores de East Rand. Anteriormente también incluía a las provincias de Mpumalanga y North West, pero en 2006 pasaron a la franquicia de los Lions.
En 2020, luego de la pandemia de COVID-19, los equipos sudafricanos decidieron mudarse a un torneo de Europa, el torneo al que ingresaron fue el Pro14, un torneo que agrupa a clubes de Escocia, Italia, Irlanda y Gales, con la inclusión de los equipos sudafricanos, el torneo cambió su denominación a United Rugby Championship, uno de los factores importantes en la toma de la decisión fueron los largos viajes a Nueva Zelanda y Australia que impedía que los equipos disputaran sus encuentros en la zona horaria correspondiente a Sudáfrica, con la inclusión en el torneo los equipos de Sudáfrica podrán clasificar a la Copa de Campeones Europeos de Rugby.

### Entrenadores
- John Williams (1996)
- Kitch Christie (1997)
- Eugene van Wyk (1998–1999)
- Heyneke Meyer (2000)
- Phil Pretorius (2001)
- Heyneke Meyer (2002)
- Rudy Joubert (2003)
- Heyneke Meyer (2004–2007)
- Frans Ludeke (2008–2015)
- Nollis Marais (2016–2017)
- John Mitchell (2018–)

## Jugadores destacados
Victor Matfield (2001–2015) es el jugador que más partidos jugó, con 140. Mientras que Morné Steyn (2003–2013) es el máximo anotador con 1467 puntos.
Jugaron para los Bulls: Adriaan Richter (1996–1998), Ruben Kruger (1996–1999), Danie Rossouw (1999–2011), Os du Randt (2000), Jannie de Beer (2000), James Dalton (2001–2002), Bakkies Botha (2002–2011), Fourie du Preez (2003–2011), Bryan Habana (2005–2009), Wynand Olivier (2005–2013) y Akona Ndungane (2006–2015).

## Palmarés
- United Rugby Championship
  - Subcampeón: 2021-22, 2023-24, 2024-25
  - Shield Sudáfrica URC (1): 2023-24
  - Subcampeón Pro14 Rainbow Cup (1): 2021

- Súper Rugby
  - Campeón de 2007, 2009 y 2010.
  - Súper Rugby Unlocked (1): 2020
  - Campeón de la Conferencia Sudáfrica de 2013.